# 955
| Calendário gregoriano                                                        | 955 CMLV                                             |
| Ab urbe condita                                                              | 1708                                                 |
| Calendário arménio                                                           | 404 – 405                                            |
| Calendário bahá'í                                                            | -889 – -888                                          |
| Calendário budista                                                           | 1499                                                 |
| Calendário chinês                                                            | 3651 – 3652 Início a 27 de janeiro (aproximadamente) |
| Calendário copta                                                             | 671 – 672                                            |
| Calendário etíope                                                            | 947 – 948                                            |
| Calendários hindus - Vikram Samvat - Calendário nacional indiano - Cáli Iuga | 1010 – 1011 876 – 877 4055 – 4056                    |
| Calendário Holoceno                                                          | 10955                                                |
| Calendário islâmico                                                          | 343 – 344                                            |
| Calendário judaico                                                           | 4715 – 4716                                          |
| Calendário persa                                                             | 333 – 334                                            |
| Calendário rúnico                                                            | 1205                                                 |
| Calendário solar tailandês                                                   | 1498                                                 |

955 (CMLV, na numeração romana) foi um ano comum do século X do Calendário Juliano, da Era de Cristo, teve início numa segunda-feira e terminou também numa segunda-feira e a sua letra dominical foi G (52 semanas).
No território que viria a ser o reino de Portugal estava em vigor a Era de César que já contava 993 anos.
| Ano completo                         |
| ------------------------------------ |
| Ano comum com início à segunda-feira |

## Eventos
- Ordonho III de Leão investe sobre Lisboa.
- 16 de Dezembro - É eleito o Papa João XII.
- Os mouros retomam Coimbra e obrigam a retirada do exército cristão para lá do Rio Douro.

## Nascimentos
- Damásio II de Brioude, visconde de Brioude, França.
- Guilherme I de Arles, Conde de Arles e Marquês da Provença.

## Mortes
- 23 de Novembro - Rei Edredo de Inglaterra.
- Raimundo Pôncio de Tolosa e Ruergue, conde de Tolosa e Ruergue e marquês de Gótia conde de Arvérnia e duque da Aquitânia.
- Bernardo, o Dano n. 880, visconde de Ruão e chefe viquingue de origens Dinamarquesas.
- Herveu da Bretanha, conde do Maine pelo casamento (n. 870).